# Science Commons
Pour les articles homonymes, voir Commons.
Science Commons est un projet de Creative Commons créé pour définir des stratégies et des outils pour une diffusion de la recherche scientifique plus rapide et efficace telle qu'internet le permet. L'organisation identifie les obstacles inutiles pour la recherche scientifique, élabore et définit des accords juridiques pour supprimer ce qui freine le partage des connaissances scientifiques sur internet. Elle développe aussi une technologie pour rendre facilement accessible tout ce qui résulte de la recherche scientifique. Son objectif est d'accélérer la diffusion des informations scientifiques à travers la toile. Elle propose notamment un moteur d'addendum aux contrats de cession de droits, pour aider les auteurs à négocier avec les éditeurs la possibilité de diffuser leurs travaux, notamment par auto-archivage, tel que défini dans le texte de l'Open Archives Initiative. Il semblerait que la traduction juridique de ces addendas pour le droit français soit en cours[réf. souhaitée].